# Glijbaan

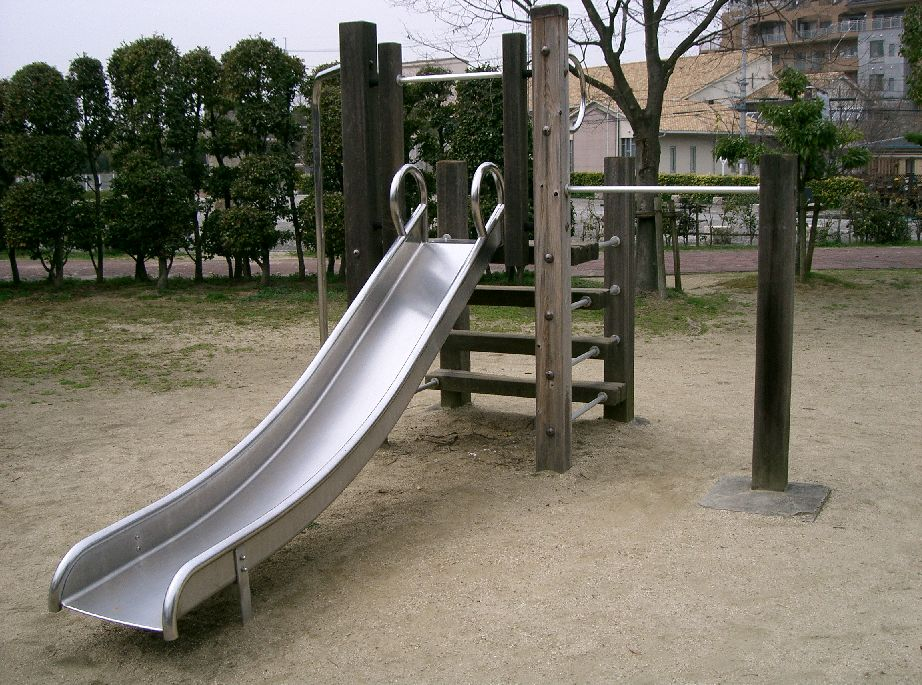
Een simpele glijbaan in een Japanse speeltuin

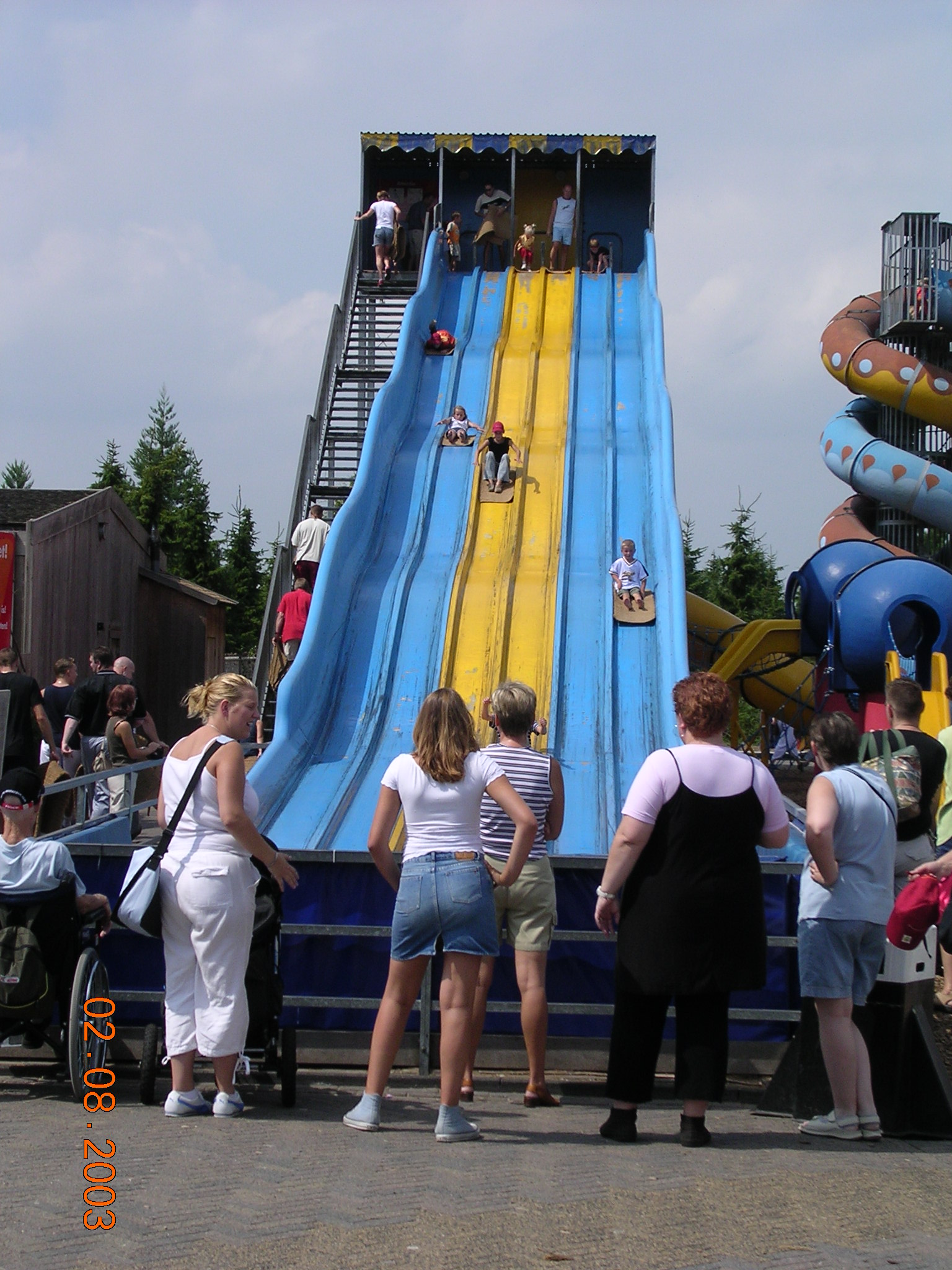
Glijbaan met 'matjes' bij het dolfinarium in Harderwijk

Een glijbaan is een speeltoestel waar men vanaf kan glijden. Het is te vinden in onder meer speeltuinen, zwembaden en pretparken.
Met een ladder of trap klimt een persoon omhoog, om vervolgens van een brede, gladde 'plank' of door een ronde buis naar beneden te glijden, al dan niet met een "matje" dat slijtage aan de kleding en brandwonden op de huid ten gevolge van wrijvingswarmte moet voorkomen. De plank is meestal aan de zijden verhoogd (gootvormig) om te voorkomen dat de persoon er aan de zijkant uitvalt.
Een ritje op de glijbaan kan op verschillende manieren eindigen: in een hoop zand, op een lang recht stuk totdat men stilstaat of in een zwembad. In zwembaden treft men vaak een variant op de glijbaan aan: de waterglijbaan.
Een simpele glijbaan voor kleine kinderen wordt in het Vlaams een schuifaf genoemd.